# Барени, Бела
Бела Барени (нем. Béla Viktor Karl Barényi; 1 марта 1907, Хиртенберг, Баден — 30 мая 1997, Бёблинген, Баден-Вюртемберг) — конструктор автомобильной техники, первым разработал совокупность методов и решений пассивной безопасности в автомобилестроении. Имел венгерские корни, в течение жизни сменил австрийское, чехословацкое и германское гражданство.

## Биография
Бела Барени родился в домике горных пастухов в Нижней Австрии что недалеко от Вены. Его отец Евгений Барени (1866—1917) был венгерский офицер, преподавал в военной академии в По́жоне (ныне известна как Братислава), поэтому после образования Чехословакии в 1918 году Бела Барени получил чехословацкое гражданство. Мать Мария была из очень состоятельной семьи, её отцом и дедом Бела был Фридолин Келлер (Fridolin Keller) (1849—1923). Бела рос в семье высшего класса, в то время автомобили были редкостью, но у его деда был роскошный Austro-Daimler который породил и укрепил интерес Бела к автомобильной технике. С приходом Первой мировой войны привычный мир рушится, в 10 лет Бела теряет отца который погибает на войне, годом позже терпит крах предприятия его деда.
В 1926 году оканчивает механическое отделение Венского технического училища, именно на эти годы (1925—1926) приходится разработка и создание эскизов и чертежей автомобиля отличительными чертами которого были пространственно-силовая рама, заднемоторная компоновка с воздушным охлаждением двигателя который располагался после трансмиссии, что позволило отказаться от карданного вала, а также продуманная аэродинамическая форма. Основываясь именно на них много позже в сентябре 1954 году суд признает авторство конструкции Volkswagen Käfer за Барени.
После окончания училища работал в разное время в фирмах Steyr, Adler, Austro-FIAT (австрийское подразделение FIAT). В 1932 оказывается без работы, перебивается разовыми заказами в том числе делает работы для фирмы Tatra во время этих работ тесно общается с Гансом Ледвинка.
В 1939 года поступает на работу в Мерседес-Бенц, где в разное время будет инженером проектов, инженером-исследователем, возглавляющим отдел передовых разработок.
Однако основным его вкладом в автомобилестроение является тема пассивной безопасности. Основы понимания которой были отражены в патенте выданном немецким патентным ведомством в Мюнхене в 1952 году за номером 854157 в нём вводится понятие «Crumple zone (зона деформации)». Барени предложил конструировать автомобиль состоящим из трёх последовательно расположенных в плане зон. В середине зона безопасности — в конструктивном исполнении это жесткий каркас или капсула, призванная обеспечить геометрическую целостность и недопущение проникновения в салон посторонних элементов конструкции автомобиля. Спереди и сзади зоны безопасности располагаются зоны деформации, которые, кроме привычных им конструктивных свойств, наделяются ещё функцией поглощения (рассеивания) кинетической энергии удара в случае столкновения посредством деформации специальных силовых элементов кузова. Наряду с зонами деформации, обеспечить безопасность призваны и такие его изобретения, как складывающаяся рулевая колонка, расположение в нерабочем состоянии под капотом щёток лобового стекла, безопасная отделяемая крыша.
Первые опытные работы проводились на автомобиле Mercedes-Benz W120 «Ponton», а первым автомобилем в истории автомобилестроения в конструкции которого были заложены принципы пассивной безопасности стал Mercedes-Benz W111 вышедший на рынок в 1959 году.
В 1972 году Барени выходит на пенсию, количество патентов полученных им к тому времени насчитывает более 2000.
Введён в Автомобильный зал славы в 1994 году, а в 1999 был одним из 26 инженеров номинировавшихся на звание Автомобильный инженер века.